# William Hague
William Jefferson Hague, född 26 mars 1961 i Rotherham, South Yorkshire, är en brittisk politiker, som var partiledare för Konservativa partiet 1997–2001 och utrikesminister 2010–2014.
Hague utsågs till partiledare efter de konservativas katastrofala valnederlag 1997. Med sina 36 år var han rekordung för en brittisk partiledare. 2001 led de konservativa ännu ett stort valnederlag, varpå han valde att avgå som partiledare och efterträddes av Iain Duncan Smith.
Hague fortsatte som parlamentsledamot och utsågs av premiärminister David Cameron till utrikesminister vid regeringsskiftet den 11 maj 2010, vilket han var till 15 juli 2014.

## Uppväxt, utbildning och karriär före politiken
Hague föddes i Rotherham i Yorkshire, i en familj som drev en affärsrörelse inriktad på läskedrycker. Grundskoletiden tillbringade han i Ripon Grammar School och därefter Wath-upon-Dearne Comprehensive, då känt som "Wath Grammar School". Han började engagera sig i politiken vid 12 års ålder och höll sitt första tal på en konservativ partikonferens vid 16 års ålder, vilket var då Margaret Thatcher var partiledare men ännu inte premiärminister.
Hague studerade vid University of Oxford där han studerade ämneskombinationen filosofi, ekonomi och politik och tog examen med höga betyg. Under studietiden blev han ordförande för den kända debattklubben Oxford Union.
Efter examen från Oxford började han arbeta hos Shell Oil Company som managementtrainee, men ett år senare rekryterades han av managementkonsultfirman McKinsey & Company.

## Politisk karriär 1989–1997
Hague nominerades som konservativ kandidat i ett fyllnadsval i februari 1989 i parlamentsvalkretsen Richmond i North Yorkshire. Detta betraktades som ett "säkert" underhusmandat för de konservativa, och Hague vann valet. Inom två år hade han blivit parlamentssekreterare till finansministern Norman Lamont. 1995 utsågs han till Walesminister av premiärminister John Major. Med sina 34 år blev Hague den yngsta kabinettsmedlemmen sedan Harold Wilson 1947.

## Partiledare 1997–2001
I valet i maj 1997 led de konservativa sitt värsta valnederlag sedan 1906, och förlorade regeringsmakten efter 18 år. John Major tillkännagav därför sin avgång som partiledare. En av favoriterna att efterträda Major, försvarsministern Michael Portillo från partiets högerflygel, kunde inte ställa upp eftersom han hade förlorat sin plats i underhuset. De andra tänkbara kandidaterna från högerflygeln hade inte lika starkt stöd i den konservativa partigruppen i underhuset. Hague betraktades som en mitten-högerkandidat i partiet och var en motståndare mot att överföra ytterligare befogenheter till Europeiska unionen, vilket gjorde honom till en framgångsrik kompromisskandidat. 19 juni 1997, vid tredje omröstningen, valdes han till partiledare. Hans motkandidat i den tredje omröstningen var Kenneth Clarke. Med sina 36 år var Hague den yngste partiledaren för ett av de ledande brittiska partierna på 200 år.
Som partiledare initierade Hague reformer av Konservativa partiets organisation som liknande de som Labourpartiet hade genomfört under 1980-talet och början av 1990-talet. Detta innefattade att utöka interndemokratin i partiet genom att ge lokala partimedlemmar en möjlighet att påverka framtida partiledarval. Vid sin första partikonferens som partiledare eftersträvade han också att ge partiet en mjukare framtoning. Han förespråkade också att partiet skulle acceptera att samkönade par skaffade barn utanför äktenskapet, vilket var en tydlig förändring från partilinjen i familjefrågor under Thatcher.
De konservativa led dock ett ytterligare nederlag i valet 2001, då premiärminister Tony Blair från Labour omvaldes och förnyade sin majoritet i parlamentet. Hague avgick därför från partiledarposten. Bland orsakerna till nederlaget fanns premiärminister Blairs enorma popularitet, som skulle kvarstå tills Storbritanniens beslut att bistå USA vid invasionen av Irak 2003, men också att Hague i tider av ekonomisk högkonjunktur ansågs stå för en alltför konservativ hållning för att på allvar kunna utmana Labourregeringens "tredje-vägen-politik". Hagues efterträdare på partiledarposten blev Iain Duncan Smith.

## Politisk karriär 2001–2015
Hague stannade kvar som parlamentsledamot och spenderade den kommande mandatperioden på de bakre bänkraderna. 2005 återkom han till en tyngre post när den nye partiledaren David Cameron utsåg Hague till skuggutrikesminister. I valet 2010 lyckade de konservativa återfå regeringsmakten efter 13 år av Labourstyre, och Hague blev utrikesminister i Camerons kabinett.  Hans ministertid karaktäriserades av en pragmatisk hållning och den mjuka euroskepticism han hade företrätt som partiledare framstod nu som en mycket mer försiktig hållning än den som företräddes av ett antal brexitförespråkare inom Konservativa partiet. Vid regeringsombildningen den 15 juli 2014 utsågs Hague till ny ledare i det brittiska underhuset, en annan kabinettspost. Han var även First Secretary, den i regeringen som är högst rankad efter premiärministern, 2010-2015. Hague lämnade toppolitiken i samband med parlamentsvalet 2015.

## Verksamhet 2015–
I oktober 2015 adlades Hague som Baron Hague of Richmond och blev ledamot av överhuset.